# Marcelo Escudero
Marcelo Alejandro Escudero (Punta Alta, 25 luglio 1972) è un allenatore di calcio ed ex calciatore argentino, di ruolo centrocampista, allenatore delle riserve del River Plate.

## Caratteristiche tecniche
Giocava come centrocampista, ma fu anche impiegato come attaccante.

## Carriera

### Club
Debuttò nella Primera División 1990-1991, giocando un incontro con la maglia del Newell's Old Boys. Con la squadra di Rosario rimase per cinque ulteriori stagioni, venendo schierato spesso da titolare, superando le 80 presenze e mettendo a segno 10 reti; inoltre, vinse due volte il campionato argentino, una nel 1990-1991 e l'altra nel 1992. Nella stagione 1996-1997 venne acquistato dal River Plate di Buenos Aires, con cui disputò le successive sei annate. Prese parte alle vittorie del biennio 1996-1997 e a quelle del 1999-2000, nonché alla Coppa Libertadores 1996. Negli anni 2000 trovò meno spazio e venne ceduto al Fortaleza, squadra brasiliana, in cui giocò un singolo incontro. Tornò poi in patria, dove venne incluso nella rosa dell'Olimpo di Bahía Blanca, dove prese parte a tre stagioni prima di ritirarsi dall'attività.

### Nazionale
Debuttò in Nazionale Argentina nel 1994; con la selezione albiceleste giocò tre amichevoli. L'anno seguente fu convocato per la Confederations Cup 1995, a cui l'Argentina partecipava in conseguenza alla vittoria della Copa América 1993 e della edizione precedente della Confederations Cup. Il CT Passarella impiegò Escudero in tre incontri (da titolare contro Giappone, Nigeria e Danimarca). Fu poi chiamato per la Copa América 1995, in programma in Uruguay. In tale competizione scese in campo per una volta, giocando da titolare il primo tempo della partita di Paysandú contro gli Stati Uniti, venendo sostituito poi al 45º da Simeone.

## Palmarès

### Club

#### Competizioni nazionali
- Campionato argentino: 8

Newell's Old Boys: Apertura 1990, Clausura 1992
River Plate: Apertura 1996, Clausura 1997, Apertura 1997, Apertura 1999, Clausura 2000, Clausura 2002

#### Competizioni internazionali
- Coppa Libertadores: 1

River Plate: 1996
- Supercoppa Sudamericana: 1

River Plate: 1997